# Carlos Calderón (comisario)
Carlos Alberto Calderón Chirinos es un comisario venezolano del Servicio Bolivariano de Inteligencia (SEBIN). Actualmente se desempeña como jefe de investigaciones de la organización. Calderón ha sido denunciado en repetidas oportunidades como el responsable y participantes de malos tratos y torturas contra prisioneros políticos y sus familiares.

## Carrera
Gerardo Carrero, estudiante de la Universidad de los Andes detenido en la sede del PNUD en Caracas durante las protestas en Venezuela de 2014 y recluido en el Helicoide, identificó al funcionario que lo torturó como a Carlos Calderón.
El 8 de mayo de 2015, al cumplirse un año del allanamiento de cinco campamentos de estudiantes opositores en Caracas, el secretario general adjunto de la Federación de Centros Universitarios de la Universidad Central de Venezuela, Jesús Ramírez,  informó que denunciaría al exministro Miguel Rodríguez Torres y al director de investigaciones del SEBIN Carlos Calderón por crímenes de lesa humanidad en la Corte Penal Internacional junto a estudiantes y familiares de privados de libertad por protestar, criticando que Calderón continuase trabajando en el SEBIN después de haber torturado a Gerardo Carrero.
Entre marzo de 2015 y agosto de 2016, las tareas más importantes del SEBIN fueron tomadas por el comisario Carlos Calderón, quien hizo carrera como patrullero e investigador. El 15 de enero de 2016, la dirigente juvenil de Voluntad Popular Ana Karina García denunció que luego de ofrecer una declaración a las afueras de la sede del SEBIN en El Helicoide sobre las violaciones a los derechos humanos de los presos políticos, Carlos Calderón ordenó desnudar y humillar a los familiares de estos como castigo y represalia, diciendo que “son varias las denuncias de familiares de los presos, sobre todo de mujeres que fueron desnudadas y obligadas a saltar y caminar en ese estado para poder entrar a la visita” y asegurando que cada día son más los atropellos y humillaciones por órdenes de Carlos Calderón.
El 14 de septiembre de 2017, durante la primera audiencia de la Organización de Estados Americanos (OEA) para analizar posibles crímenes de lesa humanidad en Venezuela, el director ejecutivo de Misión Democrática y ex-preso político Francisco Márquez denunció que los funcionarios de las fuerzas de seguridad son premiados o ascendidos por su crueldad, destacando que los comisarios Carlos Calderón y Rony González "son conocidos por ordenar y participar en las torturas”.